# Cid (apellido)
Cid es un apellido de origen español. Se le encuentra en España y también, aunque poco extendido, en países de Latinoamérica. La palabra "cid" (del árabe dialectal سيد sīdi, 'señor') fue utilizada para apodar a Rodrigo Díaz de Vivar, personaje histórico en cuyas hazañas se basa el Cantar de mio Cid.
- Datos: Q5768956
- Multimedia: Cid (surname) / Q5768956